# La Rochepot
La Rochepot é uma comuna francesa na região administrativa da Borgonha-Franco-Condado, no departamento de Côte-d'Or. Estende-se por uma área de 14,18 km². Em 2010 a comuna tinha 298 habitantes (densidade: 21 hab./km²).